# Beeri, Bhalki
Beeri là một làng thuộc tehsil Bhalki, huyện Bidar, bang Karnataka, Ấn Độ.